# Emil Jakobsen
Emil Manfeldt Jakobsen, född 24 januari 1998, är en dansk handbollsspelare som spelar för SG Flensburg-Handewitt och det danska landslaget.

## Meriter
Med landslag
- VM 2021
- VM 2023
- OS 2020 i Tokyo
- EM 2024 i Tyskland
- EM 2022 i Ungern/Slovakien
- U19-VM 2017 i Georgien

Med klubblag
- Dansk cupmästare: 2019 med GOG Håndbold

Individuella utmärkelser
- Vinnare av skytteligan i EHF European League 2020–21[3]
- All-Star Team som Bästa vänstersexa i Danska ligan 2019–20 och 2020–21[4]
- All-Star Team som Bästa vänstersexa i U19-VM 2017 i Georgien[5]